# وزارة الزراعة (كازاخستان)
وزارة الزراعة في جمهورية كازاخستان ( MA RK ، (بالقازاقية: Қазақстан Республикасы Ауыл шаруашылығы министрлігі) ، (АШМ ҚР) ؛(الروسية: Министерство сельского хозяйства Республики Казахстан) (МСХ РК) هي هيئة مركزية داخل حكومة كازاخستان . وزيرها الحالي هو إربول قره شوكيف.

## عمل الوزارة
تعنى الوزارة بالأشكال الأساسية للزراعة مثل تشكيل وتنفيذ السياسة الزراعية والإقليمية للدولة والخطط الاستراتيجية والبرامج والمشاريع الحكومية وغيرها في المجال المنظم، أي في مجال الزراعة ومصايد الأسماك وإدارة المياه وحماية تكاثر واستخدام النباتات والحيوانات، وخاصة الأراضي الطبيعية المحمية وقضايا التنمية الريفية والزراعة وإنتاج البذور وتنظيم سوق الحبوب ودعم الدولة للتأمين الإلزامي في إنتاج المحاصيل وحماية ومأوى النباتات والطب البيطري والتصنيع في مجال إنتاج الغذاء. - إرساء أسس خلق إنتاج تنافسي للسلع الزراعية، وضمان الأمن الغذائي، والاستعداد للتعبئة. ضمان سيطرة الدولة وإشرافها وإدارتها في المجال المنظم، باستثناء مجالات الغابات والصيد ومصائد الأسماك وإدارة المياه والمناطق الطبيعية المحمية بشكل خاص وقضايا التنمية الريفية، وتقديم الدعم الإعلامي والاستشاري للمجمع الزراعي الصناعي. 

## الهيكل التنظيمي للوزارة
اللجان :
- لجنة الموارد المائية (تم نقلها إلى الوزارة الجديدة في عام 2019)؛
- لجنة الغابات وعالم الحيوان (تم نقلها إلى الوزارة الجديدة في عام 2019)؛
- لجنة إدارة الأراضي؛
- لجنة الرقابة والإشراف البيطري؛
- لجنة التفتيش الحكومي في المجمع الزراعي الصناعي.

الإدارات:
- إدارة التعاون الدولي؛
- إدارة إعداد التعبئة؛
- قسم التخطيط والتحليل الاستراتيجي؛
- إدارة التدقيق الداخلي؛
- قسم إنتاج وتجهيز المنتجات الحيوانية؛
- قسم إنتاج وتجهيز المنتجات الزراعية؛
- إدارة الأنهار العابرة للحدود؛
- قسم الطب البيطري والصحة النباتية وسلامة الأغذية؛
- إدارة سياسة الاستثمار؛
- إدارة الخدمات القانونية؛
- إدارة شئون الموظفين والرقابة الإدارية؛
- إدارة الدعم المالي؛
- إدارة حماية الأسرار العامة؛
- إدارة العلاقات العامة؛
- إدارة تطوير خدمات الدولة والرقمنة.